# Лалекан
Лалекан (перс. لالكان) — село в Ірані, у дегестані Хошкруд, у Центральному бахші, шахрестані Зарандіє остану Марказі. За даними перепису 2006 року, його населення становило 26 осіб, що проживали у складі 11 сімей.

## Клімат
Середня річна температура становить 14,41 °C, середня максимальна – 33,30 °C, а середня мінімальна – -8,62 °C. Середня річна кількість опадів – 250 мм.
| Клімат поселення                              | Клімат поселення | Клімат поселення | Клімат поселення | Клімат поселення | Клімат поселення | Клімат поселення | Клімат поселення | Клімат поселення | Клімат поселення | Клімат поселення | Клімат поселення | Клімат поселення | Клімат поселення |
| Показник                                      | Січ.             | Лют.             | Бер.             | Квіт.            | Трав.            | Черв.            | Лип.             | Серп.            | Вер.             | Жовт.            | Лист.            | Груд.            |                  |
| Середній максимум, °C                         | 9,12             | 11,44            | 16,85            | 23,24            | 28,08            | 32,90            | 33,30            | 32,17            | 28,24            | 22,32            | 15,54            | 9,25             |                  |
| Середня температура, °C                       | 0,24             | 2,55             | 7,99             | 14,38            | 19,21            | 24,04            | 27,23            | 26,11            | 22,18            | 16,26            | 9,48             | 3,20             |                  |
| Середній мінімум, °C                          | −8,62            | −6,31            | −0,88            | 5,51             | 10,33            | 15,16            | 21,18            | 20,05            | 16,13            | 10,20            | 3,42             | −2,87            |                  |
| Норма опадів, мм                              | 34               | 34               | 46               | 33               | 25               | 4                | 1                | 1                | 1                | 13               | 23               | 35               |                  |
| Середньомісячна швидкість вітру, м/с          | 1.36             | 2.10             | 3.04             | 3.26             | 2.98             | 2.77             | 2.80             | 2.72             | 2.30             | 2.32             | 1.98             | 1.40             |                  |
| Середньомісячна сонячна радіація, кДж/м²·день | 9056             | 11909            | 14293            | 17930            | 21924            | 26021            | 25726            | 23401            | 19898            | 14517            | 10712            | 8644             |                  |
| --------------------------------------------- | ---------------- | ---------------- | ---------------- | ---------------- | ---------------- | ---------------- | ---------------- | ---------------- | ---------------- | ---------------- | ---------------- | ---------------- | ---------------- |
| Джерело:                                      |                  |                  |                  |                  |                  |                  |                  |                  |                  |                  |                  |                  |                  |